# Битка код Термопила (191. п. н. е.)
Битка код Термопила одиграла се 191. год. п. н. е. између римске војске, на челу са конзулом Манијом Аквилијом Глабриом, и селеукидске војске, на челу са краљем Антиохом III Великим. Била је то прва велика битка сирског рата. Римљани су добили битку, и као резултат тога, Антиох је био приморан да оде из Грчке.